# Dublin Bus

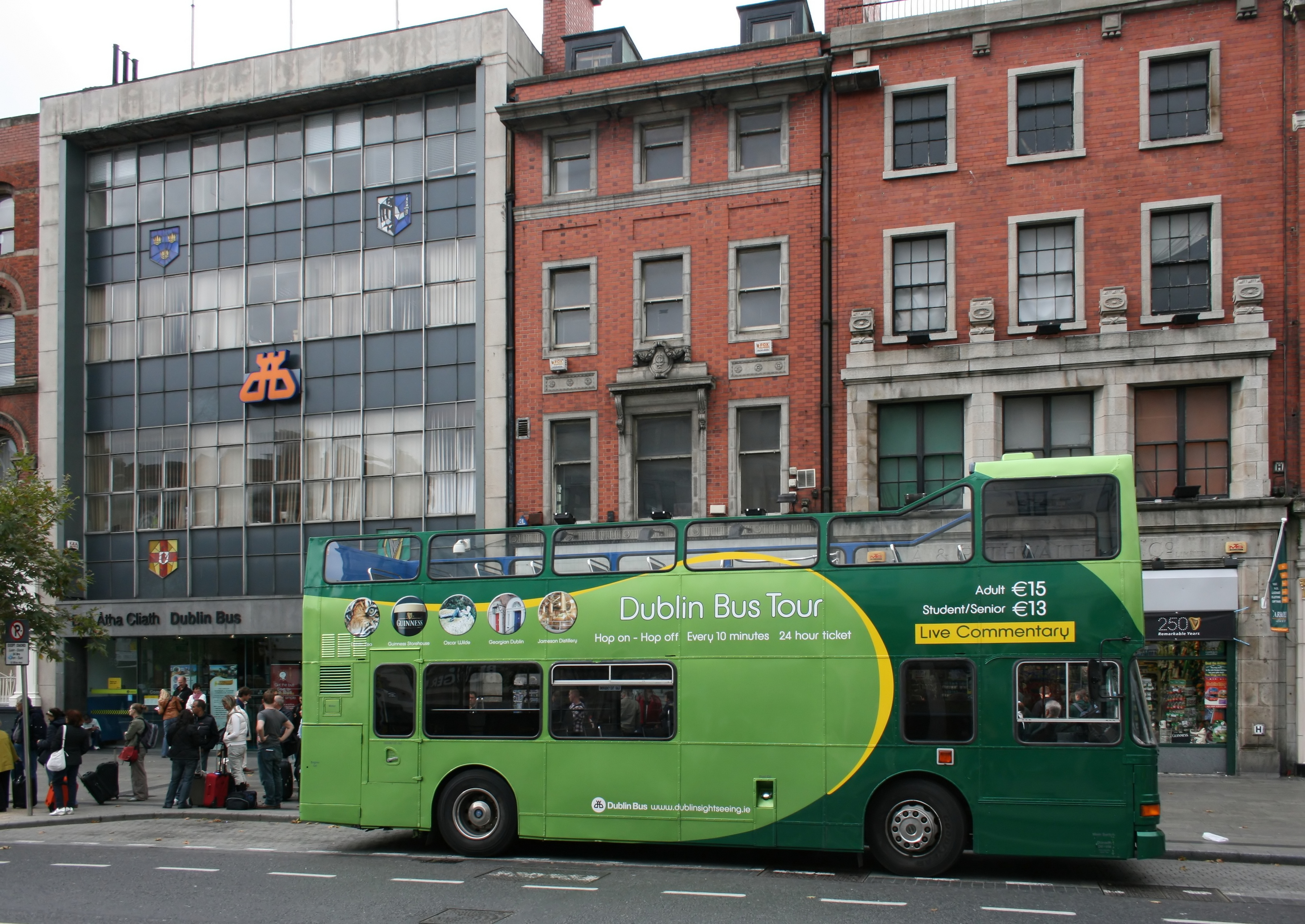
Zentrale in Dublin mit Doppeldeckerbus zur Stadtrundfahrt

Dublin Bus (irisch Bus Átha Cliath [bˠʊsˠ ˈaːhə ˈclʲiə]) ist ein irisches Busverkehrsunternehmen mit Sitz in Dublin. Es betreibt ein dichtes Busliniennetz in Dublin und mit den umliegenden Countys und trägt so die Hauptlast des dortigen öffentlichen Personennahverkehrs.

## Geschichte
Dublin Bus wurde am 2. Februar 1987 als Tochtergesellschaft des staatlichen Verkehrsunternehmens Córas Iompair Éireann (CIÉ) gegründet. Grundlage hierfür war der Transport Act von 1986. Die CIÉ wurde 1945 als Nachfolgerin der Dublin United Transport Company (DUTC) gegründet.
Im Jahr 2006 erzielte Dublin Bus einen Gewinn von 4.258.000 Euro und beschäftigte 3453 Mitarbeiter.

## Linien und Fahrpreise
Es werden in Dublin und Umgebung knapp 200 Buslinien von Dublin Bus betrieben. Die jährliche Fahrleistung beträgt dabei etwa 60 Millionen Kilometer. Das Fahrgastaufkommen betrug 2006 rund 146 Millionen.
Ein System von 15 Quality Bus Corridors ermöglicht eine Bevorrechtigung der Busse und trägt so dazu bei, dass die Innenstadt per Bus oft schneller erreichbar ist als das mit dem eigenen Pkw möglich wäre.
Die Fahrpreise hängen tagsüber von der zurückgelegten Strecke ab. Beim Nachtbus-Angebot sind Pauschalpreise zu zahlen.
Prinzipiell können verschiedene Typen von Linien unterschieden werden:
- Buslinien, die an jeder Haltestelle halten
- Xpresso: Schnellbusse mit weniger Halten und höheren Fahrpreisen
- Nitelink: 24 Nachtbuslinien
- Raillink: zwei Zubringerlinien zu DART-Bahnhöfen
- Airlink: zwei Zubringerlinien zum Flughafen Dublin
- Sightseeing Tours: Stadtrundfahrten

## Fahrzeuge

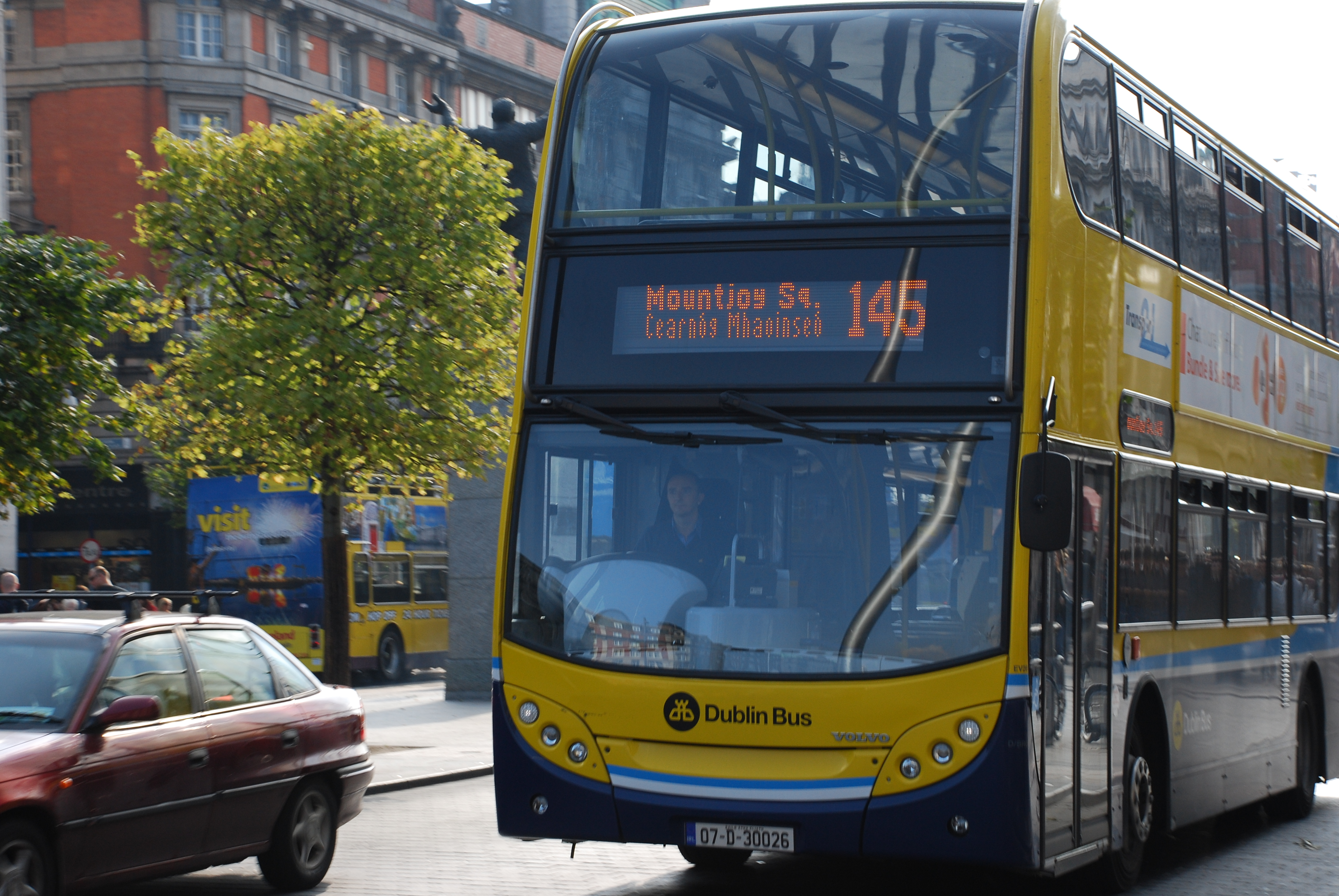
Bus in Dublin

Den Großteil der rund 1100 Busse starken Fahrzeugflotte machen Doppeldeckerbusse aus. Hierbei wurden insbesondere Fahrwerke der Typen Volvo Olympian, Volvo B7TL und Volvo B9TL und Aufbauten von Alexander/ADL und Wright verwendet. Im Jahr 2006 wurden 200 Niederflurbusse mit Volvo-B7TL-Fahrwerk im Rahmen des Projekts Transport 21 angekauft.